# Pico Eyebrow
El pico Eyebrow es una prominente cima glacial de 3.362 metros en las montañas Purcell en el sudeste de la Columbia Británica, Canadá. Es el noveno pico más alto de las Purcell. Está situado a 28 km  al sur de los Bugaboos, 44 km al oeste de Invermere, 6 km al norte del Monte Mónica y 18 km al este del Lago Duncan. Su pico más alto más cercano es la Montaña Commander, a 11,4 km al sudeste. El primer ascenso de la montaña fue hecho en 1914 por Edward Warren Harnden, D. Brown, L. Nettleton y E. Parson por las laderas occidentales. El nombre de Eyebrow Peak fue dado por Arthur Oliver Wheeler en 1910 al ver dos amplias cicatrices en la roca cerca de la cumbre, y su disposición en relación con la nieve circundante creó la apariencia de enormes cejas. Sin embargo, usando los mismos avistamientos que Wheeler, el Profesor Peter Robinson mostró que Wheeler realmente vio el Monte Farnham. Las malas condiciones climáticas llevaron al error de Wheeler, y el apodo de Eyebrow fue entonces trasladado a su actual ubicación. El nombre de la montaña fue adoptado oficialmente el 9 de junio de 1960 por la Junta de Nombres Geográficos del Canadá.  

## Clima
Basado en la clasificación climática de Köppen, el pico Eyebrow se encuentra en una zona climática subártica con inviernos fríos, nevados y veranos suaves. Las temperaturas pueden caer por debajo de −20 °C con factores de enfriamiento del viento por debajo de −30 °C. La escorrentía de precipitación desde el pico Eyebrow y el agua de deshielo de los glaciares circundantes desembocan en el Horsethief Creek, que es un afluente del río Columbia . 